# Rakitovo (Jagodina)
Rakitovo (em cirílico: Ракитово) é uma vila da Sérvia localizada na cidade de Jagodina, pertencente ao distrito de Pomoravlje, na região de Šumadija, Belica. A sua população era de 1895 habitantes segundo o censo de 2011.

## Demografia
| 1948 | 1953 | 1961 | 1971 | 1981 | 1991 | 2002 | 2011 |
| ---- | ---- | ---- | ---- | ---- | ---- | ---- | ---- |
| 541  | 574  | 578  | 722  | 1398 | 1933 | 1729 | 1895 |